# Santuari de Loiola
El Santuari de Loiola, (en basc: Loiolako Santutegia), és un conjunt arquitectònic construït entre els segles xvii i xviii en estil barroc xorigueresc al costat del lloc de naixement de sant Ignasi de Loiola, fundador de la Companyia de Jesús.
El santuari es troba al llarg del riu Urola al municipi d'Azpeitia (Guipúscoa, País Basc). Va ser dissenyat per l'arquitecte italià Carlo Fontana com un petit Vaticà i va ser construït pels mestres bascos Martin de Zaldua, Sebastian Lekuona i Ignacio Ibero.
Ignasi de Loiola, fill del senyor de Loiola Beltrán Ibáñez de Oñaz i de Marina Sánchez de Licona, va néixer el 1491 a la casa familiar de Loiola. L'any 1521 i després de passar una convalescència a la casa familiar per una ferida en defensa del castell de Pamplona, decidí canviar de vida fins que el 1540 fundà la Companyia de Jesús.
Després de la seva mort el seu lloc de naixement va esdevenir un lloc de veneració. Al segle xvii la casa familiar va ser donada a la Companyia de Jesús, que va construir al seu voltant el Santuari de Loiola.

## Galeria

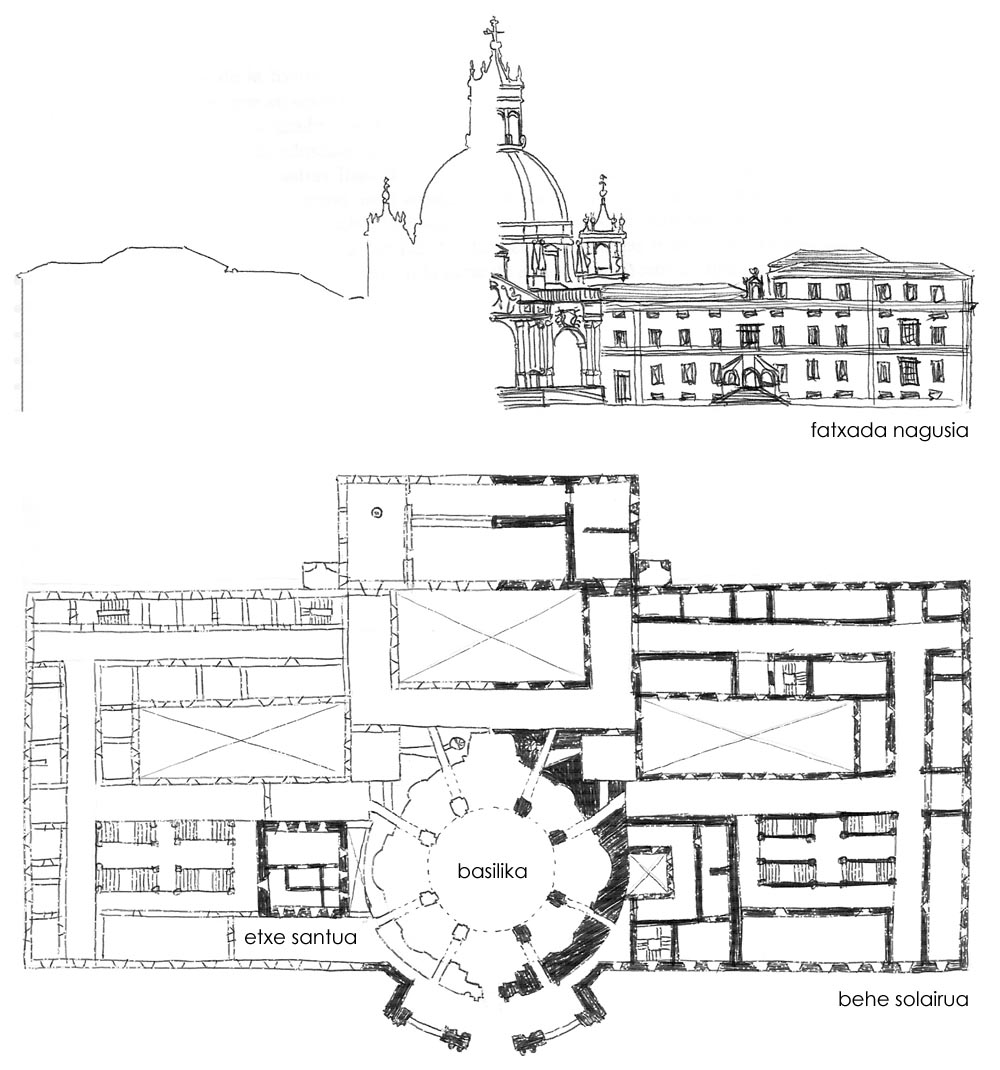
Plànol del santuari
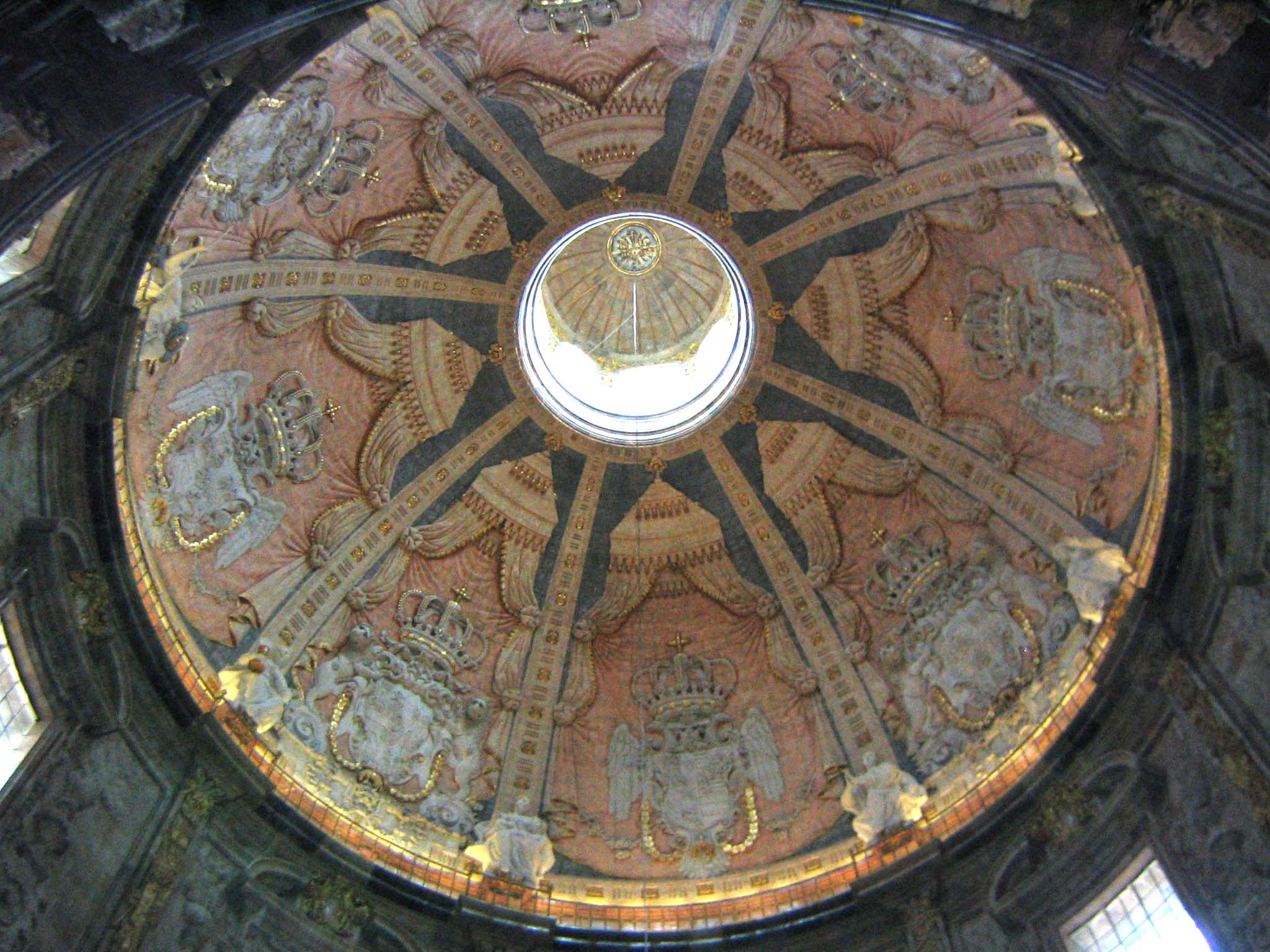
Cúpula de la basílica
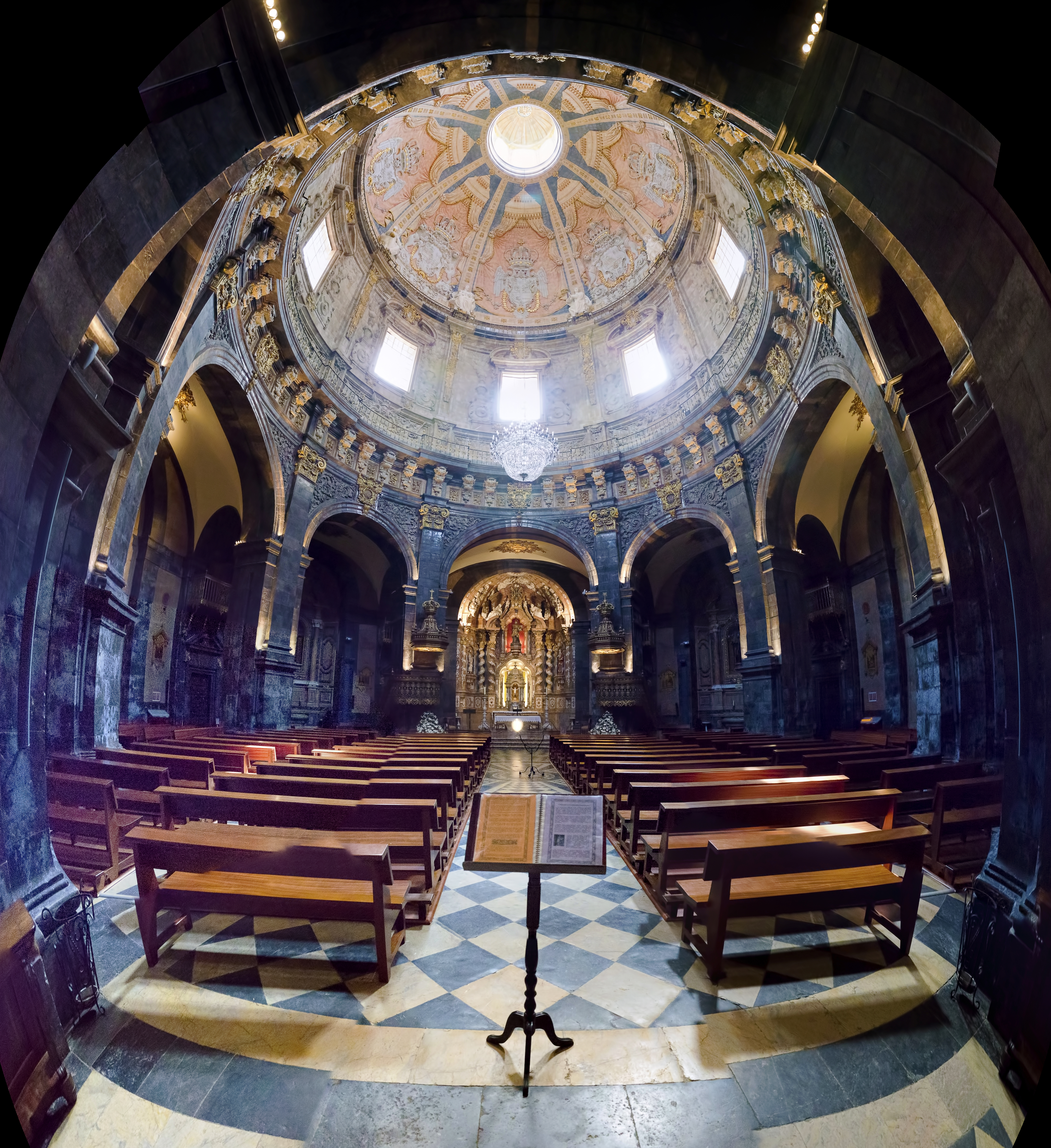
Interior de la basílica
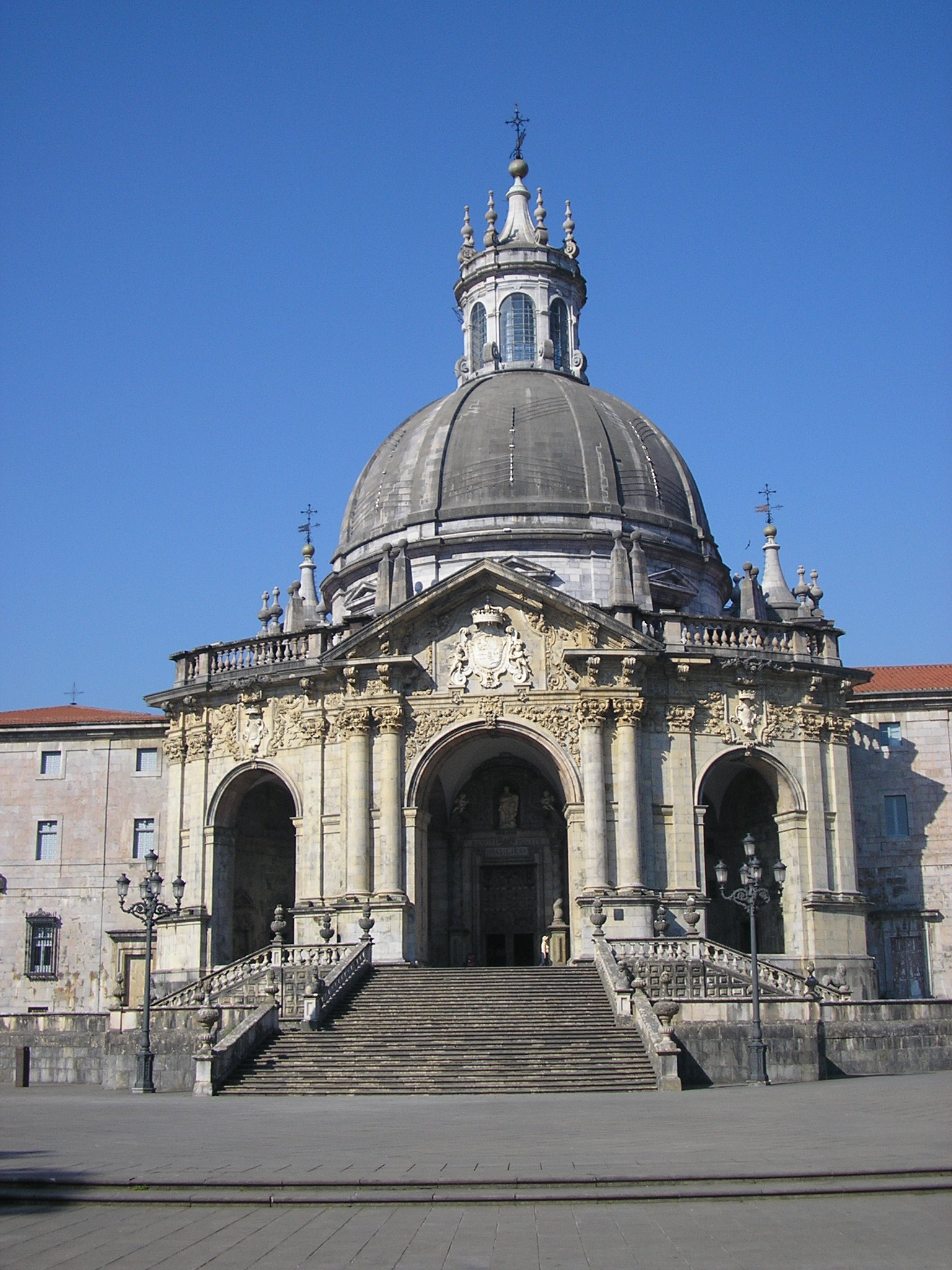
Entrada principal
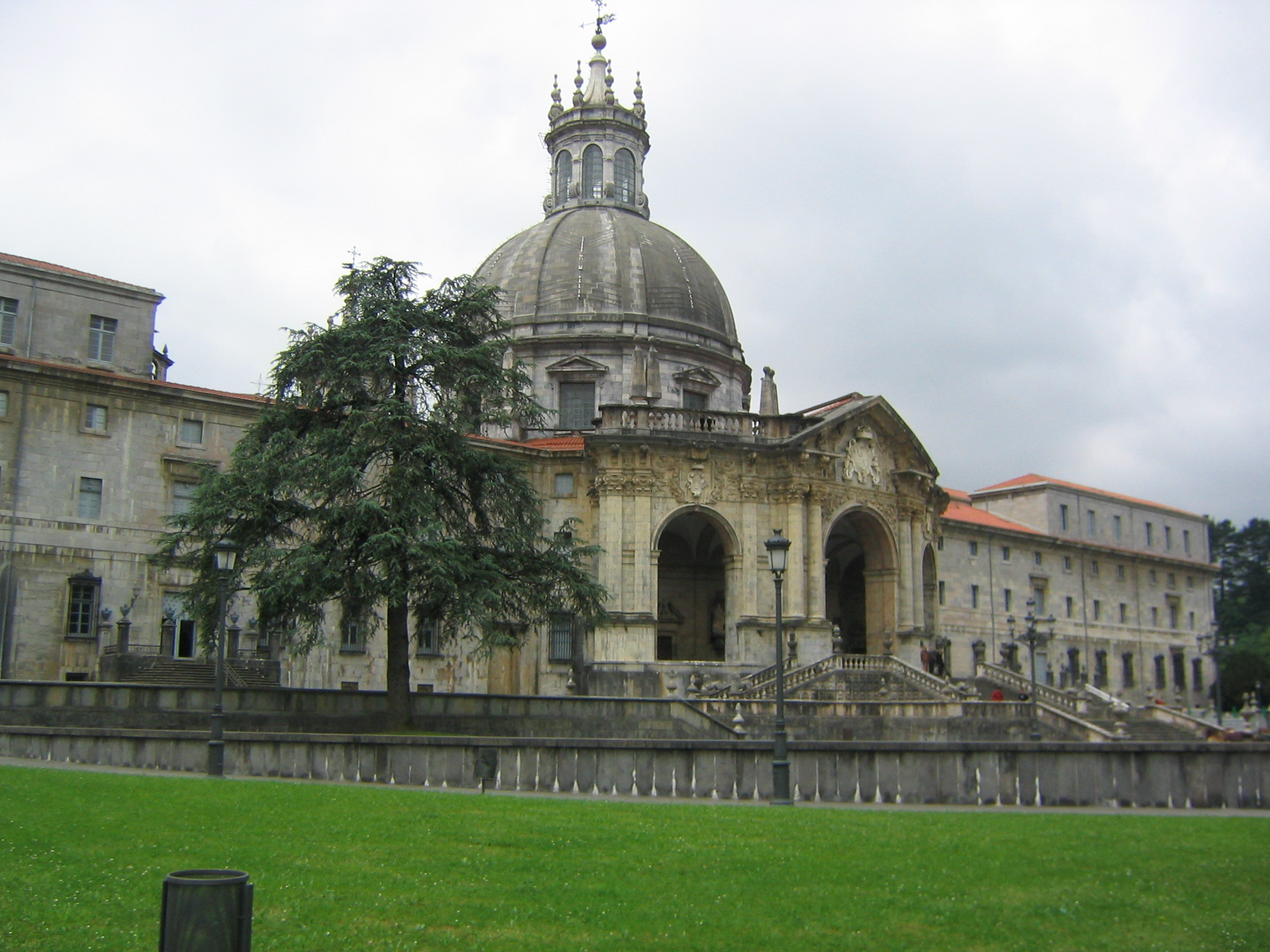
Vista exterior